# Michael Michaelsen
Michael Michaelsen (n. 11 aprilie 1899, Danemarca, Regatul Danemarcei⁠(d) – d. 13 august 1970, Frederiksberg, Danemarca) a fost un boxer ce a reprezentat Danemarca, medaliat olimpic. A participat la o ediție a Jocurilor Olimpice (1928) în care a câștigat o medalie de bronz.

## Participări
Lista de mai jos prezintă principalele competiții la care a participat Michael Michaelsen de-a lungul carierei.
- boxing at the 1928 Summer Olympics – heavyweight[*]